# Crash Time II
Crash Time II (oryg. nazwa Alarm for Cobra 11: Burning Wheels) – komputerowa gra akcji z serii Crash Time stworzona przez niemiecką firmę Synetic, wydana 27 listopada 2008 roku przez RTL Interactive na PC i Xbox 360.

## Fabuła
Wątek fabularny gry został oparty na niemieckim serialu telewizyjnym Kobra – oddział specjalny, gracz zajmuje się rozwiązywaniem spraw śledczych.

## Rozgrywka
Kampania dla pojedynczego gracza zawiera ponad pięćdziesiąt misji. Gracz zajmuje się między innymi ściganiem niebezpiecznych szaleńców czy uczestników nielegalnych wyścigów.
W każdej misji gracz ma do wykorzystania jeden samochód. W Crash Time II zawarto około 30 samochodów. Są to pojawiające się w kilku wersjach radiowozy (m.in.: auta cywilne, sedany, SUV-y), w grze można dostrzec ciężarówki, gokarty czy tuningowane samochody sportowe, auta zawarte w grze nie są licencjonowane.